# Panháme
Panháme (Pañame), pleme američkih Indijanaca s rijeke Suasui Pequenho u istočnobrazilskoj državi Minas Geraisu. Jezično su pripadali porodici machacalian, velika porodica Macro-Ge.